# 가라쓰역
가라쓰역(일본어: 唐津駅)은 일본 사가현 가라쓰시에 있는 철도역이다.

## 타는 곳
| 1     | ■ 가라쓰 선 | 다쿠·사가 방면                                                                         |
| 1     | ■ 가라쓰 선 | 니시카라쓰 방면                                                                        |
| 1     | ■ 지쿠히 선 | 이마리 방면                                                                            |
| 2·3·4 | ■ 가라쓰 선 | 다쿠·사가 방면                                                                         |
| 2·3·4 | ■ 가라쓰 선 | 니시카라쓰 방면                                                                        |
| 2·3·4 | ■ 지쿠히 선 | 지쿠젠마에바루·메이노하마 방면 ■ 후쿠오카 지하철에 직결 운행 하카타·후쿠오카 공항 방면 |
| 2·3·4 | ■ 지쿠히 선 | 니시카라쓰 방면                                                                        |
| 2·3·4 | ■ 지쿠히 선 | 이마리 방면                                                                            |

## 역세권 정보
- 가라쓰 시청
- 가라쓰성
- 가라쓰만
- 국도 제204호선

## 역사
- 1896년 12월 1일: 영업을 개시함.
- 1982년 10월 9일: 입체화됨.
- 1983년 3월 22일: 지쿠히 선 메이노하마 방면이 접속함.

## 사진

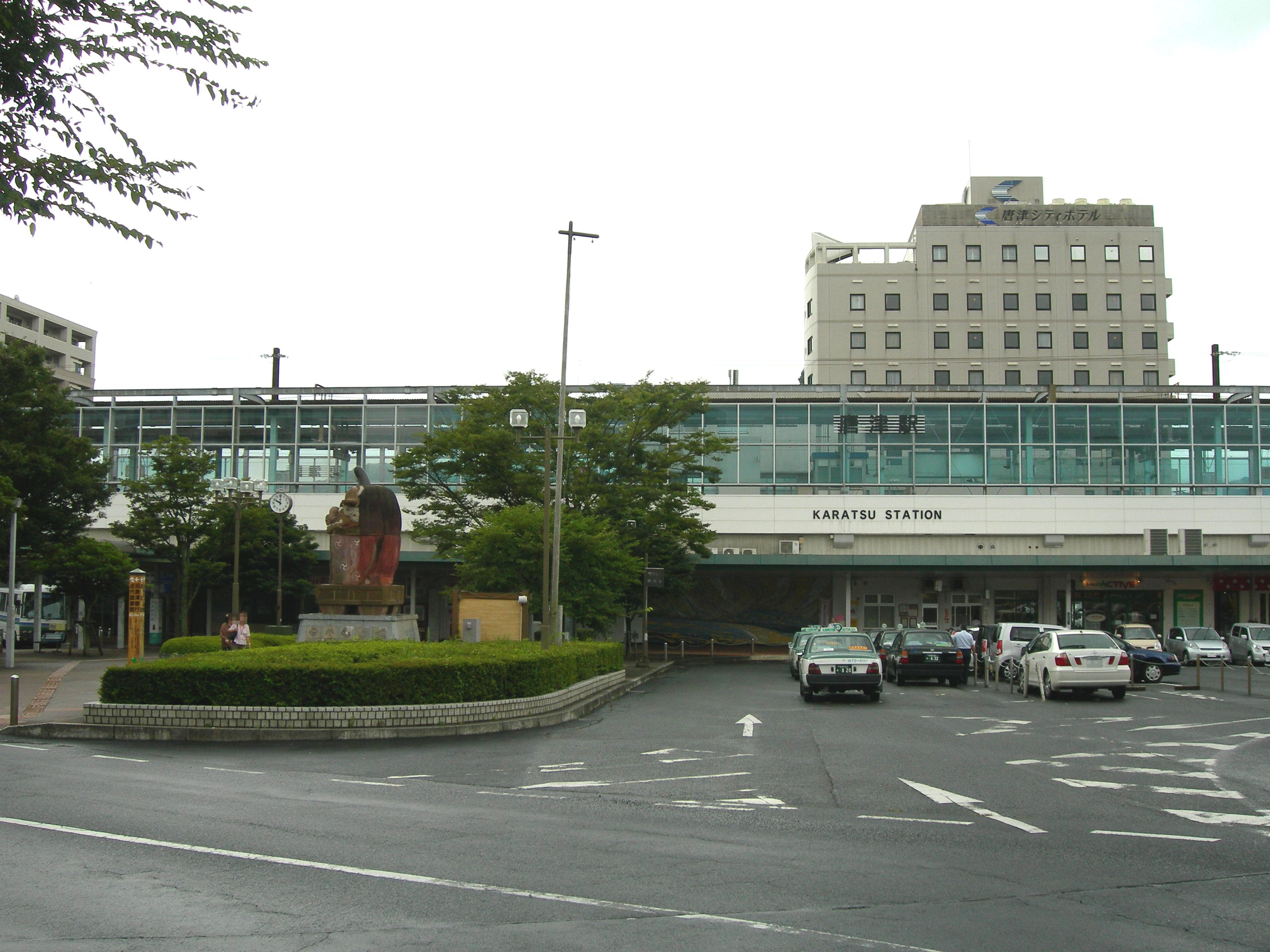
북쪽 모습(2009년 8월 13일)

## 인접역
| 규슈 여객철도 ■ 가라쓰 선 | 규슈 여객철도 ■ 가라쓰 선 | 규슈 여객철도 ■ 가라쓰 선  |
| ------------------------- | ------------------------- | -------------------------- |
| 오니즈카 구보타 방면      |                           | 니시카라쓰 니시카라쓰 방면 |
| 규슈 여객철도 ■ 지쿠히 선 |                           |                            |
| 와타다 메이노하마 방면    | 쾌속 보통                 | 니시카라쓰(가라쓰 선)      |